# آلفرد فابیان هس
آلفرد فابیان هس (انگلیسی: Alfred Fabian Hess؛ ‏ ۹ اکتبر ۱۸۷۵ – ۵ دسامبر ۱۹۳۳) پزشک یهودی‌تبار اهل ایالات متحده آمریکا بود که به دلیل کارهایش در مورد نقش تغذیه در بیماری اسکوربوت و راشیتیسم و همچنین توصیف آزمون هس شناخته می‌شود. او در سال ۱۸۹۷ از دانشگاه هاروارد فارغ‌التحصیل شد و دکترای پزشکی خود را در سال ۱۹۰۱ از کالج پزشکان و جراحان دانشگاه کلمبیا دریافت کرد. وی دوران کارورزی خود را در بیمارستان ماونت ساینای گذراند و یک سال هم برای تحصیلات تکمیلی به پراگ، وین و برلین رفت و در سال ۱۹۰۵ به زادگاهش نیویورک بازگشت. او مدتی به عنوان متخصص اطفال در دانشگاه راکفلر کار کرد و سپس علاوه بر طبابت در مطب خصوصی خود در ماونت ساینای بث اسرائیل هم بیماران خود را ویزیت می‌کرد. او در سال ۱۹۱۴ گفت که سرخجه احتمالاً ناشی از نوعی ویروس است. وی همچنین ثابت کرد که عامل ایجادکننده اسکوربوت در مرکبات و گوجه فرنگی وجود دارد، همچنین نشان داد که برخی از شیر خشک ضد اسکوربوت بوده و پاستوریزه کردن این اثر را در شیر تازه کاهش می‌دهد. او متوجه شد که با روغن کبد ماهی یا قرار گرفتن در معرض اشعه فرابنفش می‌توان از راشیتیسم پیشگیری کرد و می‌توان از غذاهای خاصی برای درمان راشیتیسم پس از قرار گرفتن در معرض اشعه فرابنفش استفاده نمود. او همچنین متوجه شد که کلسترول یا یک ترکیب نزدیک به آن نیز به همین ترتیب عمل می‌کند و طی یک همکاری تنگاتنگ با آدولف وینداوس مقاله ای با او در سال ۱۹۲۷ منتشر کرد تحتِ عنوان «ایجاد فعالیت قابل توجه در ارگوسترول به دنبال تابش اشعه فرابنفش» که نشان می‌داد در موش‌های صحرایی می‌توان از بروز راشیتیسم با تجویز «ارگوسترول اشعه‌دیده» جلوگیری کرد. آدولف وینداوس بابت این کار علمی در سال ۱۹۲۸ جایزه نوبل شیمی را دریافت کرد. وینداس به نقش هس در این پژوهش صحه گذاشت و پول جایزه نوبل را با او تقسیم کرد.
هس یکی از اعضای «انجمن اطفال آمریکا» و «انجمن پزشکان آمریکایی» بود و از دانشگاه میشیگان مدرک افتخاری دکترای علوم را دریافت کرد. در سال ۱۹۲۷ جایزه جان اسکات توسط مؤسسه فرانکلین و جایزه جان ماتر اسمیت در سال ۱۹۳۱ به او اعطا شد. در همان سال او به عضویت انجمن فیلسوفان آمریکا درآمد.
او علیرغم هشدارهای پزشک خود در مورد فشار خون بالا، به کار ادامه داد. آلفرد هس پس از سخنرانی در مراسم فارغ‌التحصیلی در ۵ دسامبر ۱۹۳۳ در ماشین خود از حال رفت و درگذشت.